# Quartinia iphigenia
Quartinia iphigenia är en stekelart som först beskrevs av Richards 1962.  Quartinia iphigenia ingår i släktet Quartinia och familjen Masaridae. Inga underarter finns listade i Catalogue of Life.